# Колпаковский (посёлок)
Колпаковский — упразднённый рабочий посёлок в Соболевском районе Камчатского края.

## География
Располагался на берегу Охотского моря.

## История
Известен с XIX века как село Колпаковское. С развитием рыбной промышленности в первой половине XX века вырос и в 1948 году получил статус пгт и название Колпаковский. В посёлке располагался рыбзавод Крутогоровского рыбкомбината. В Колпаковском имелись: 8-летняя школа на 45 мест, ясли на 25 мест, фельдшерско-акушерский пункт, 2 магазина, пекарня, баня, отделение связи, клуб.
11 декабря 1964 года пгт Колпаковский был упразднён.

## Население
| 1927 | 293  |
| 1959 | 1008 |